# Rafael Caro Quintero

Rafael Caro Quintero (2018)

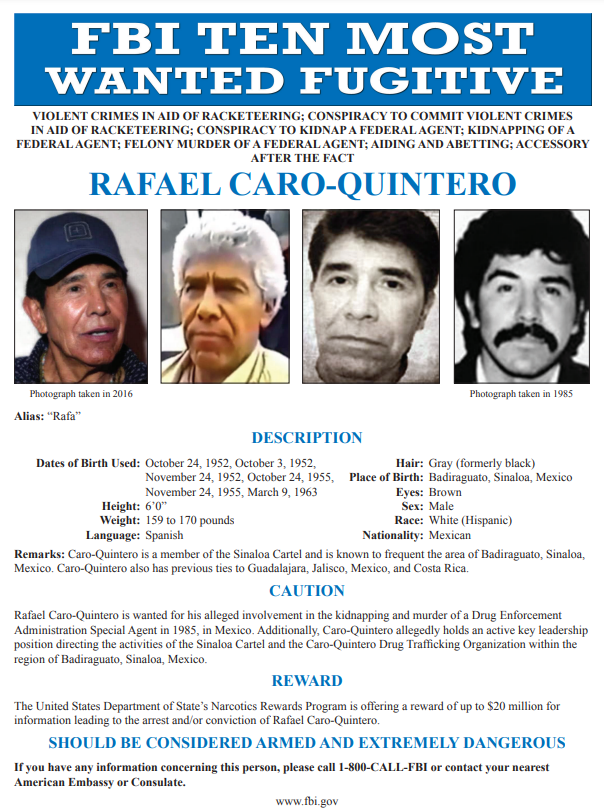
Fahndungsplakat FBI Ten Most Wanted Fugitives von 2018 mit Fotos von Rafael Caro Quintero

Rafael Caro Quintero (* 24. Oktober 1952 in La Noria, Municipio Badiraguato, Sinaloa, Mexiko) ist ein ehemaliger mexikanischer Drogenhändler, der in den 1980er Jahren als Mitbegründer des Guadalajara-Kartells zu den meistgesuchten Drogenbossen gehörte. Er ist der Bruder von Miguel Caro Quintero, dem späteren Kopf des Sonora-Kartells, und der Patensohn von Ernesto Fonseca „Don Neto“ Carrillo.

## Leben
Bereits im Alter von 12 Jahren soll Rafael Caro Quintero für Pedro Avilés Pérez gearbeitet haben. Avilés Pérez war der erste große Drogenboss in Sinaloa und benutzte als erster mexikanischer Drogenhändler Flugzeuge, um Marihuana und Heroin in die Vereinigten Staaten zu schmuggeln. Im Alter von 24 Jahren produzierte Quintero bis zu sechs Tonnen Marihuana pro Jahr. Am 15. September 1978 wurde Avilés Pérez bei einer Schießerei von der mexikanischen Bundespolizei getötet. Miguel Ángel Félix Gallardo übernahm die Führung der Organisation, die bis dato niemals eine definierte Identität hatte und kurz vor der Auflösung stand. Er gründete gemeinsam mit Ernesto Carrillo und Rafael Quintero das Guadalajara-Kartell.
Im November 1984 stürmten 450 Soldaten Caro Quinteros Ranch El Búfalo im Bundesstaat Chihuahua, wo von 7000 streng bewachten Arbeitern auf 1000 Hektar Hanf angebaut wurde. Die Militärs zerstörten die Felder und stellten 8000 Tonnen Marihuana sicher.
Zu Caro Quinteros Verhaftung und Verurteilung führte schließlich der Mord an einem US-amerikanischen Drogenermittler. Enrique Camarena alias „Kiki“ war ein mexikanischstämmiger US-Bürger und ermittelte seit 1981 verdeckt für die DEA. Ihm war es gelungen, sich in Quinteros Organisation nach oben zu dienen. Am 7. Februar 1985 verhafteten von Quintero geschmierte Polizisten Camarena beim Verlassen des US-Konsulats in Guadalajara, und er erlag drei Tage nach der Entführung seinen Folterungen. Als man die Leiche im März 1985 in einem Feld fand, floh Quintero. Antiterroreinheiten griffen ihn in einer Finca in Costa Rica auf, und er wurde den mexikanischen Behörden überstellt. Überall im Land beschlagnahmten die Fahnder Villen, Geschäfte, Luxuskarossen. Quinteros geschätztes Vermögen hatte bei zwei Milliarden Dollar gelegen.
1988 legte eine Untersuchungskommission unter Senator John Kerry einen Bericht vor. Demnach hatte die CIA im Zuge der sogenannten Iran-Contra-Affäre enge Verbindungen zu dem Guadalajara-Kartell gehabt. Die Drogenbosse sollen die Contra-Rebellen in Nicaragua unterstützt haben und erhielten dafür Zugang zum amerikanischen Markt. Die Schlüsselfigur war laut diesem Bericht Quintero. Auf seinen Ranches in Mexiko sei die Contra-Guerilla ausgebildet worden, und von seinen Flugfeldern starteten Flugzeuge, die Drogen in die USA und Waffen nach Nicaragua schafften.
Nach seiner Überführung von Costa Rica nach Mexiko wurde Caro Quintero dort 1989 zu einer Haftstrafe von 40 Jahren verurteilt.
Am 9. August 2013 wurde er im Alter von 61 Jahren nach 28 Jahren Haft von einem Gericht wegen Formfehlern aus dem Gefängnis entlassen. Das Oberste Gericht widerrief die Entscheidung später, als Quintero bereits wieder untergetaucht war. Das Außenministerium der Vereinigten Staaten setzte am 5. November 2013 fünf Millionen Dollar für Informationen aus, die zu seiner Verhaftung führen sollten. Im Jahr 2018 setzte die US-Bundespolizei ihn auf die Liste der FBI Ten Most Wanted Fugitives, das heißt der zehn meistgesuchten flüchtigen Verdächtigen, und lobte 20 Millionen Dollar für Hinweise aus, die zu seiner Ergreifung führen.
Mitte Juli 2022 wurde Quintero bei der zur Gemeinde Choix gehörenden Ortschaft San Simon im Grenzgebiet zwischen den mexikanischen Bundesstaaten Sinaloa und Chihuahua gefasst. Bei dem Einsatz starben 14 mexikanische Soldaten durch den Absturz eines Hubschraubers. Ein Bundesrichter im Bundesstaat Jalisco untersagte vorerst eine geplante Auslieferung Quinteros an die Vereinigten Staaten.
Am 27. Februar 2025 wurde er – gemeinsam mit 28 anderen Kriminellen – an die Vereinigten Staaten ausgeliefert.

## Kulturelle Rezeption
- Caro Quintero findet Erwähnung in der ersten Episode der Fernsehserie El Chapo.
- In der Netflix-Serie Narcos: Mexico wurde er von Tenoch Huerta verkörpert.